# Мадьяр, Людвиг Игнатьевич
Людвиг Игнатьевич Мадьяр (венг. Magyar Ludwig) или Лайош Мадьяр (венг. Magyar Lajos, настоящее имя — Лайош Мильхофер или Мильгорф; 25 ноября 1891, Istvándi — 2 ноября 1937, Москва, СССР или Бутовский полигон, Московская область) — советский историк-китаевед венгерского происхождения, политолог, экономист, журналист и революционер-марксист.
Мадьяр родился и вырос в семье еврейского торговца. Рано включился в общественно-политическую жизнь и под влиянием Октябрьской революции стал активно интересоваться коммунизмом и марксизмом. Во время короткого существования Венгерской советской республики Мадьяр работал на правительственных должностях. После поражения революции он предстал перед судом, но и в суде не отказался от своих взглядов. Отбыв 2 года в тюрьме, Мадьяр был обменян на венгерских военнопленных, пребывающих в Советском Союзе, и дальнейшая его жизнь была связана с СССР.
В Союзе Мильхофер продолжил карьеру журналиста. В 1926 году он в качестве пресс-атташе советского полпредства прибыл в Китай, где провёл около года. За это время он стал специалистом в китайской аграрной истории, написал несколько политических памфлетов и две монографии, посвященные аграрной истории Китая. В 1927 году вернулся в Советский Союз, где продолжил общественно-политическую жизнь.
В 1935 году арестован и обвинён в шпионаже. Расстрелян в 1937 году.

## Биография

### Начало деятельности
Лайош Мильхофер родился 25 ноября 1891 года в семье мелкого еврейского торговца, ставшего служащим. После окончания колледжа изучал право в университете в Пече, который, однако, ему пришлось оставить. Рано умерла мать; Лайош должен был помогать семье. Он давал уроки, сотрудничал в местной газете «Pécsi Hírlap». В 1909—1910 гг. состоит (как он позже писал в своей автобиографии) в социал-демократической партии Венгрии, от которой потом отходит. В 1912 году Лайош переехал в Будапешт, где стал работать в газете «Világ». В годы Первой мировой войны именно статьи в «Вилаг», подписанные псевдонимом Мадьяр, принесут Лайошу первую известность. В том же 1912 году он вместе с Дьёрдем Бёлёни пишет памфлет «Балканы в войне». В 1914—1915 гг. Лайош работал военным корреспондентом и в 1916 году он начинает другой своей памфлет — «Скрытый аспект войны». Рукопись была готова к публикации уже в 1919 году, однако опубликована работа была только в 1966 году усилиями первой жены Мадьяра, Бланки Пейчи.
Идеи Октябрьской революции, события в Германии и Австро-Венгрии в 1918 году оказали глубокое влияние на формирование революционных убеждений Мадьяра. Весть о революции в Венгрии (октябрь 1918 года) застала Мадьяра в Вене, где он находился с марта 1917 года в качестве корреспондента. Лайош возвращается в Будапешт и примыкает к леворадикальным элементам, которые в мартовские дни 1919 года пошли за коммунистами Венгрии. Накануне мартовской революции он был самым молодым членом Национальной ассамблеи советов — высшего органа власти в Венгрии.
Во время существования Венгерской советской республики Л. Мадьяр был членом коллегии по делам печати, генеральным секретарем профсоюза журналистов, печатал статьи в органе венгерских профсоюзов — газете «Непсава» («Голос народа»). После поражения советской Венгрии Л. Мадьяр предстал 27 января 1920 года перед контрреволюционным судом. Бывшие коллеги Л. Мадьяра по буржуазной прессе ожидали от него «раскаяния» (предшествующие процессы против участников революции закончились вынесением всем обвиняемым смертных приговоров). Однако, будучи в это время беспартийным, Л. Мадьяр мужественно заявил на суде о своих коммунистических убеждениях.
Реакция хотела представить деятелей советской Венгрии террористами. Л. Мадьяра пытались обвинить в участии в убийстве диктатора дореволюционной Венгрии графа И. Тисы, но это обвинение было опровергнуто. Суд превратился в схватку двух мировоззрений. 

Меня мучили сомнения, хорошо ли я служил делу пролетариата, делу строительства социализма… Теперь я твердо убежден, что раз после поражения нашей революции меня привлекли к буржуазному суду и предъявили тяжелые обвинения, значит я честно служил пролетариату. Капитализм послал на человечество Чёрного всадника. Бесконечные войны, смерть, кладбища, море крови, миллионы искалеченных, сожженные города отметили путь Чёрного всадника. Навстречу ему с Востока двинулся Красный всадник. Эти два богатыря, олицетворяющие прошлое и будущее, рабство и свободу, эксплуатацию и освобождение сражаются во всем мире. Виселицы, пули и тюрьмы ожидают красных солдат, но армия революции все растет и растет. Я — рядовой солдат этой армии.

### СССР
Мадьяр был приговорен к длительному заключению. Беседы в тюрьме с коммунистами, чтение марксистско-ленинской литературы способствовали окончательному формированию марксистских взглядов Л. Мадьяра. Уже в тюрьме он изучил русский язык. Спустя два года был обменян на арестованных в Советской России контрреволюционеров.
Первого марта 1922 года Лайош Мадьяр прибыл в Москву. Здесь он выступал по вторникам перед другими эмигрантами с «живой газетой», пересказывая на разных языках новости из советских газет; через месяц потребовал постоянной работы и поступил в РОСТА. С 1922 года Л. Мадьяр — член ВКП(б). В 1923—1924 гг. он был корреспондентом РОСТА в Германии; в 1924—1926 гг. возглавлял иностранный отдел «Правды». В 1926 году он перешёл в Наркоминдел; его собирались послать в Афганистан, но он попросил, чтобы его направили в революционный Китай. С этого времени и до конца своей деятельности Л. Мадьяр посвятил свои силы изучению проблем Китая и национально-колониальной революции.

### Китай
В сентябре 1926 года Л. Мадьяр прибыл в Пекин в качестве пресс-атташе советского полпредства. Помимо основной работы он собирал материалы для книги о сельском хозяйстве Китая. 5 апреля 1927 года он писал своей первой жене Бланке Пейчи: «Сейчас я в Пекине. Много работаю и изучаю. Похоже, я уже знаю о Китае больше, чем Тимоти Ричард». На следующий день, 6 апреля 1927 года, произошел налёт китайских контрреволюционеров на советское полпредство. Именно тогда был схвачен и вскоре убит основатель китайской коммунистической партии Ли Дачжао, с которым Мадьяр был знаком лично.
Из Пекина Л. Мадьяр был переведен сначала в Ханькоу, затем в Шанхай, где возглавил Бюро информации советского генконсульства. Мадьяр был рад этому переводу по нескольким причинам: во-первых, Шанхай был горнилом революционной жизни, во-вторых, в Шанхае были сосредоточены крупные библиотеки. В июле 1927 года Мадьяр писал своей жене:

Я рад назначению в Шанхай, так как он фактически является центром китайского рабочего движения. Более того, здесь самые лучшие библиотеки в Китае, в которых я сейчас больше всего нуждаюсь. Я не могу вспомнить, дорогая, писал ли я вам, что в Пекине я проводил двенадцать-четырнадцать часов, читая книги о Китае каждый день. Шанхай станет отличным местом для продолжения таких исследований. Климат не намного лучше, чем в Ханкоу, где жара избавила меня от нескольких килограммов. При условии, что не будет так жарко и события не примут неожиданного поворота, я должен успешно завершить одно крупное дело. Я хочу написать книгу о Китае с особым вниманием к его экономической жизни. Я собрал много материала. Если мне удастся реализовать свой план так, как я хочу, книга будет интересной и познавательной. Теперь я трачу на неё всю свою энергию. После огромного количества газетных очерков и прочего мусора это будет первая важная работа в моей жизни. Сколько я в итоге могу сделать, ещё предстоит выяснить.
В письме от 20 августа учёный с нескрываемым удовольствием сообщал:

Я уже начал писать книгу. Готова примерно одна шестая. Ты будешь удивлена, увидев, каким экспертом по сельскому хозяйству я стал. Чтобы разобраться в вопросах, связанных с китайской землёй, пришлось изучать вопросы ирригации, выращивания риса, навоза, разведения скота и т. д., да с такой глубиной, что меня можно назначать судебным приставом. Я боюсь, что на практике я не могу отличить пшеницу от ржи, но я хорошо разбираюсь в теории производства шёлка, хлопка, табака, риса и бобов, и у меня есть понимание отношений собственности не только в Китай, но и в Японии, Индии, Корее и на острове Ява и т. д. Какой же это интересный мир и насколько он отличается от того, в котором мы выросли. Я работаю с максимальной самоотдачей и вниманием к деталям, тружусь на износ, чтобы создать поистине хорошую книгу. Возможно, однажды многим [здесь] пригодится мальчик из Будапешта, попавший сюда по случайности и изучавший те проблемы [местной] жизни, которые до сих пор игнорировались другими.
Обстановка в Центральном Китае была не менее тяжелой, чем в Пекине. После разрыва с Гоминьданом весной — летом 1927 года положение сотрудников советских учреждений крайне осложнилось. Мадьяру пришлось вторично пережить налет контрреволюционных погромщиков. 7 ноября 1927 года русские белогвардейцы при полном попустительстве властей совершили нападение на советское генконсульство в Шанхае. Разъяренная толпа, только что прослушавшая молебен «по убиенным членам семьи Романовых», ломилась в двери, собираясь разнести здание. Мадьяр, вооруженный револьвером, был в числе нескольких сотрудников, державших передовую линию обороны — непосредственно у входа в здание. Был момент, когда тяжелые двери подались и погромщики ворвались внутрь. Мадьяр и его товарищи не дрогнули и продолжали стрелять. Это создало перелом, толпа обратилась в бегство. Только когда все было кончено, появилась английская полиция сеттльмента. Заместитель народного комиссара иностранных дел Л. М. Карахан специальной телеграммой передал благодарность советскому генеральному консулу в Шанхае Б. И. Козловскому и сотрудникам, особо отличившимся в защите консульства; первым среди них был назван Л. Мадьяр.

### Возвращение в Москву
После возвращения из Китая в 1928 году Мадьяр в течение полутора лет работал в Международном аграрном институте, заведуя Восточным отделом. В том же году свет увидела написанная в Китае монография «Экономика сельского хозяйства Китая».
В 1929 году Л. Мадьяр переходит в аппарат Коммунистического Интернационала, где до 1934 года занимает пост заместителя заведующего Восточным секретариатом Исполкома Коминтерна, работая под непосредственным руководством О. В. Куусинена. В Восточном секретариате сотрудничали в то время известные советские китаеведы П. А. Миф, фактически выполнявший обязанности первого заместителя заведующего секретариатом, и В. Н. Кучумов, занимавшийся в основном вопросами революционного движения в странах зарубежного Дальнего Востока; Л. Мадьяр занимался главным образом вопросами развития революционного движения на Среднем Востоке. В то же время он продолжал глубоко изучать проблемы революционного движения в Китае и китайской экономики. В 1930 году он издал книгу «Очерки по экономике Китая», а также выступил в качестве ответственного редактора книги М. Д. Кокина и Г. К. Папаяна «Цзин-тянь. Аграрный строй древнего Китая», к которой написал большое теоретическое введение.
В 1931—1932 гг. Л. Мадьяр по поручению руководства Коминтерна редактировал во Франции французское издание коминтерновского бюллетеня «Инпрекор». Вернувшись в Москву, он продолжает сочетать политическую деятельность в Коминтерне с научной работой, читает лекции по национально-колониальным проблемам в Институте Красной профессуры, Коммунистическом университете трудящихся Востока и других высших учебных заведениях, является членом редколлегии журнала «Проблемы Китая». Был избран депутатом Московского городского совета.

### Арест и гибель
После убийства Кирова и начала так называемого «кировского потока» репрессии затронули двух ближайших сподвижников Мадьяра: его ментора, Григория Зиновьева, и близкого друга, Георгия Сафарова. После ареста Сафарова родственники последнего попросили у Мадьяра денег, чтобы купить необходимые вещи и отправить заключённому в Ленинград. Мадьяр деньги занял, но после этого сам же сообщил о своём поступке секретарю парткома Фёдору Котельников. Котельников (в недалеком будущем — активный подвижник партийных чисток) резко раскритиковал поступок Мадьяра и организовал собрание ИК КИ, которое состоялось 28 декабря 1934 года и на которым бывшие товарищи решительно осудили поступок венгерского коммуниста. Тайное решение о исключении его из партии было принято ещё до созыва собрания. На заседании Мадьяр выступил с самокритикой: «Я всё ещё во многом остаюсь представителем мелкой буржуазии, — заявил он. — Во мне много индивидуализма, я выношу свои суждения вопреки мнению партии и мнению наших органов власти. <…> Я признаю, что поддерживал дружбу с членами антисоветских группировок. <…> Всё моё поведение показало мой мелкобуржуазный индивидуализм, который я принёс с собой из той социальной среды, из которой произошёл».
Уже на следующий день, 29 декабря 1934 года, Лайош Мадьяр был арестован как член антисоветской зиновьевской организации. Он пробыл под следствием целые три года. За это время был расстрелян Зиновьев, Сафаров был отпущен на свободу и стал сексотом, а дело самого Мадьяра переквалифицировали по другой статье: теперь его обвиняли в связях с группой Гейнца Неймана и Белы Куна (другого венгерского революционера, который выступал с критикой Мадьяра на декабрьском собрании ИК КИ).
Во время допроса 16 апреля 1937 года Мадьяр дал признательные показания: «Я поддерживал связь [с группой Неймана] через самого Гейнца Неймана, Реммеле, Мюнхенберга, Лео Флига и ряд других лиц, имена которых я уже не могу вспомнить. Эта связь объясняется тем, что я интересовался настроениями этой группы, конечно с целью использования её для нанесения вреда партии». В процессе допроса 25 июля 1937 года он назвал [в качестве членов зиновьевской организации] Георга Самуэли, Франца Мюниха, Людвига Киса и себя самого, Людвига Мадьяра, а также заявил, что вся деятельность антисоветской организации Белы Куна была направлена на разложение коммунистической партии Венгрии. 2 ноября 1937 года на судебном заседании ВКВС Мадьяр заявил о том, что своей вины не признаёт. При этом он подтвердил свои заявления, сделанные в ходе предварительного следствия: «Товарищи, все факты, изложенные в моих заявлениях, действительно имели место быть, и я для себя не считаю это преступлением. Являются ли они преступлением для советской власти, меня не интересует».
Приговорён к расстрелу военной коллегией Верховного суда СССР по статьям 58.8 [«Организация в контр-революционных целях террористических актов, направленных против представителей Советской власти или деятелей революционных рабоче-крестьянских организаций, а равно участие в выполнении таких актов, хотя бы отдельный участник такого акта и не принадлежал к контр-революционной организации»] и 58.11 [«Активные действия или активная борьба против рабочего класса и революционного движения, проявленные на ответственных или особо-секретных должностях при царском строе или у контр-революционных правительств в период гражданской войны»] УК РСФСР [в редакции 1926 года]. Расстрелян 2 ноября 1937 года. Дело было закрыто решением военной коллегии Верховного суда СССР 30 июня 1956 года за отсутствием в его действиях состава преступления.

## Личная жизнь
Первая жена Людвига Мадьяра — актриса Бланка Пейчи, пережившая казнённого мужа на 51 год, — в 1986 году учредила на родине Премию имени Лайоша Мадьяра, присуждающуюся в области журналистики.
Вторая жена Мадьяра Эржбет Сипос (по первому мужу — Корвин) (Korvin (Sipos) Erzsébet) — венгерская революционерка. Как и муж, была обменяна на венгерских пленных и проживала в СССР.

## Книги
- Современное состояние китайской революции : дискуссия в Коммунистической академии] / Коммунистическая акад., Ин-т мирового хоз-ва и мировой политики. — М.: Изд-во Коммунистической акад., 1929. — 83 с.
- Очерки по экономике Китая. / Под ред., с предисл. и заключительной ст. Е. Варга ; Коммунистическая акад., Ин-т мирового хоз-ва и мировой политики. — М.: Изд-во Коммунистической акад., 1930. — 304 с.
- Экономика сельского хозяйства в Китае / 2-е изд., перераб. — Москва ; Ленинград : Огиз — Гос. соц.-экон. изд-во, 1931. — 360 с.
- Советское движение в Китае — М.: Гос. соц. эконом. изд-во ; Л.: Гос. соц. эконом. изд-во, 1931. — 37 с.
- От кантонской коммуны к китайским советам] — М.: Изд-во ЦК МОПР СССР, 1934. — 31 с.
- Magyar Lajos, Késői tudósitások. — Budapest, 1966.